# Patricio Yáñez
Patricio „Pato” Nazario Yáñez Candia (ur. 20 stycznia 1961 w Quillocie) – chilijski piłkarz grający podczas kariery na pozycji napastnika.

## Kariera klubowa
Karierę piłkarską Patricio Yáñez rozpoczął w klubie San Luis Quillota w 1977. W 1982 wyjechał do Hiszpanii do Realu Valladolid. W lidze hiszpańskiej 5 września 1982 w zremisowanym 2-2 meczu z Realem Madryt. W Valladolid grał przez cztery lata, z roczną przerwą na wypożyczenie do Realu Saragossa w sezonie 1985-86. W 1987 przeszedł do Realu Betis.
W 1989 spadł z Betisem do Segunda División i na początku sezonu 1989-90 wrócił do ojczyzny. Ogółem w latach 1982-1989 rozegrał w lidze hiszpańskiej 222 mecze, w których zdobył 25 bramek. W Chile został zawodnikiem Universidad de Chile. Ostatnim klubem w jego karierze było CSD Colo-Colo. Z Colo-Colo dwukrotnie zdobył mistrzostwo Chile w 1991 i 1991 oraz Puchar Chile w 1994. Na arenie międzynarodowej zdobył z Colo-Colo Copa Libertadores w 1991.

## Kariera reprezentacyjna
W reprezentacji Chile Yáñez zadebiutował 13 czerwca 1979 w zremisowanym 0-0 towarzyskim spotkaniu z Ekwadorem. W 1979 wziął udział w Copa América, w którym Chile zajęło drugie miejsce, ustępując jedynie Paragwajowi. W tym turnieju Yáñez wystąpił w sześciu meczach: w grupie z Wenezuelą (bramka w drugim meczu) i Kolumbią, w półfinale z Peru oraz w finale z Paragwajem.
W 1982 roku został powołany przez selekcjonera Luisa Santibáñeza do kadry na Mistrzostwa Świata w Hiszpanii. Na Mundialu Yáñez wystąpił we wszystkich trzech meczach z Austrią, RFN i Algierią.
W 1989 po raz drugi wziął udział w Copa América. W tym turnieju Yáñez był rezerwowym i nie wystąpił w żadnym meczu. W 1991 po raz trzeci wziął udział w Copa América, na którym Chile zajęło trzecie miejsce. W tym turnieju Yáñez wystąpił w pięciu meczach: Peru, Argentyną, Paragwajem, Kolumbią i ponownie z Argentyną, który był jego ostatnim meczem w reprezentacji. 
Od 1979 do 1991 roku rozegrał w kadrze narodowej 43 spotkaniach, w których zdobył 5 bramek.